# Бернгем (Іллінойс)
Бернгем (англ. Burnham) — селище (англ. village) в США, в окрузі Кук штату Іллінойс. Населення — 4046 осіб (2020).

## Географія
Бернгем розташований за координатами 41°38′22″ пн. ш. 87°32′42″ зх. д. / 41.63944° пн. ш. 87.54500° зх. д. (41.639480, -87.544960).  За даними Бюро перепису населення США в 2010 році селище мало площу 5,06 км², з яких 4,83 км² — суходіл та 0,22 км² — водойми.

## Демографія
Згідно з переписом 2010 року, у селищі мешкало 4206 осіб у 1431 домогосподарстві у складі 997 родин. Густота населення становила 832 особи/км².  Було 1544 помешкання (305/км²).
Расовий склад населення:
| - 61,9 % — чорних або афроамериканців - 26,1 % — білих - 0,7 % — корінних американців - 0,5 % — азіатів - 8,9 % — осіб інших рас |

До двох чи більше рас належало 1,9 %. Частка іспаномовних становила 19,1 % від усіх жителів.
За віковим діапазоном населення розподілялося таким чином: 26,2 % — особи молодші 18 років, 64,4 % — особи у віці 18—64 років, 9,4 % — особи у віці 65 років та старші. Медіана віку мешканця становила 36,9 року. На 100 осіб жіночої статі у селищі припадало 93,1 чоловіків;  на 100 жінок у віці від 18 років та старших — 90,3 чоловіків також старших 18 років.
Середній дохід на одне домашнє господарство  становив 54 639 доларів США (медіана — 45 638), а середній дохід на одну сім'ю — 57 320 доларів (медіана — 47 500). За межею бідності перебувало 20,8 % осіб, у тому числі 32,9 % дітей у віці до 18 років та 12,5 % осіб у віці 65 років та старших.
Цивільне працевлаштоване населення становило 1552 особи. Основні галузі зайнятості: освіта, охорона здоров'я та соціальна допомога — 23,3 %, виробництво — 17,4 %, роздрібна торгівля — 13,5 %, науковці, спеціалісти, менеджери — 10,2 %.